# Ada Blocks hus
Ada Blocks hus är en gård på Södra Kyrkogatan 15 i kvarteret Kaplanen 6, Visby.
Gården består av två sammanbyggda medeltida stenhus och en uthuslänga av trä. Den ägdes åtminstone från 1684 av kanngjutaren, rådmannen och riksdagsmannen Gabriel Hansson Warendorff. Under 1600-talet och fram till 1859 hörde tomten samman med det Sundvallska huset, även det med medeltida anor i Kaplanen 8. Vid mitten av 1700-talet tillhörde gården rådman Nils Reinicke, och ärvdes därefter av hans son rådman Johan Nilsson Reinicke. 
År 1816 ärvdes den efter hans änka av dykerikommissarien Barthold Anders Sahlsten, och dennes dotter styckade av och sålde 1859 Kaplanen 6 till sin systerson sjökapten Johan Vilhelm Herlitz. Dennes arvingar sålde 1886 i sin tur huset till Handelsbolaget Hägg och Johansson, där ene delägaren Carl Adolf Hägg 1892 löste in gården. Efter arvskiftet efter honom 1918 tillföll det kapten Philip Hägg, som 1950 sålde det till Ada Block, som 1965 skänkte huset till Föreningen Gotlands fornvänner.

## Bildgalleri

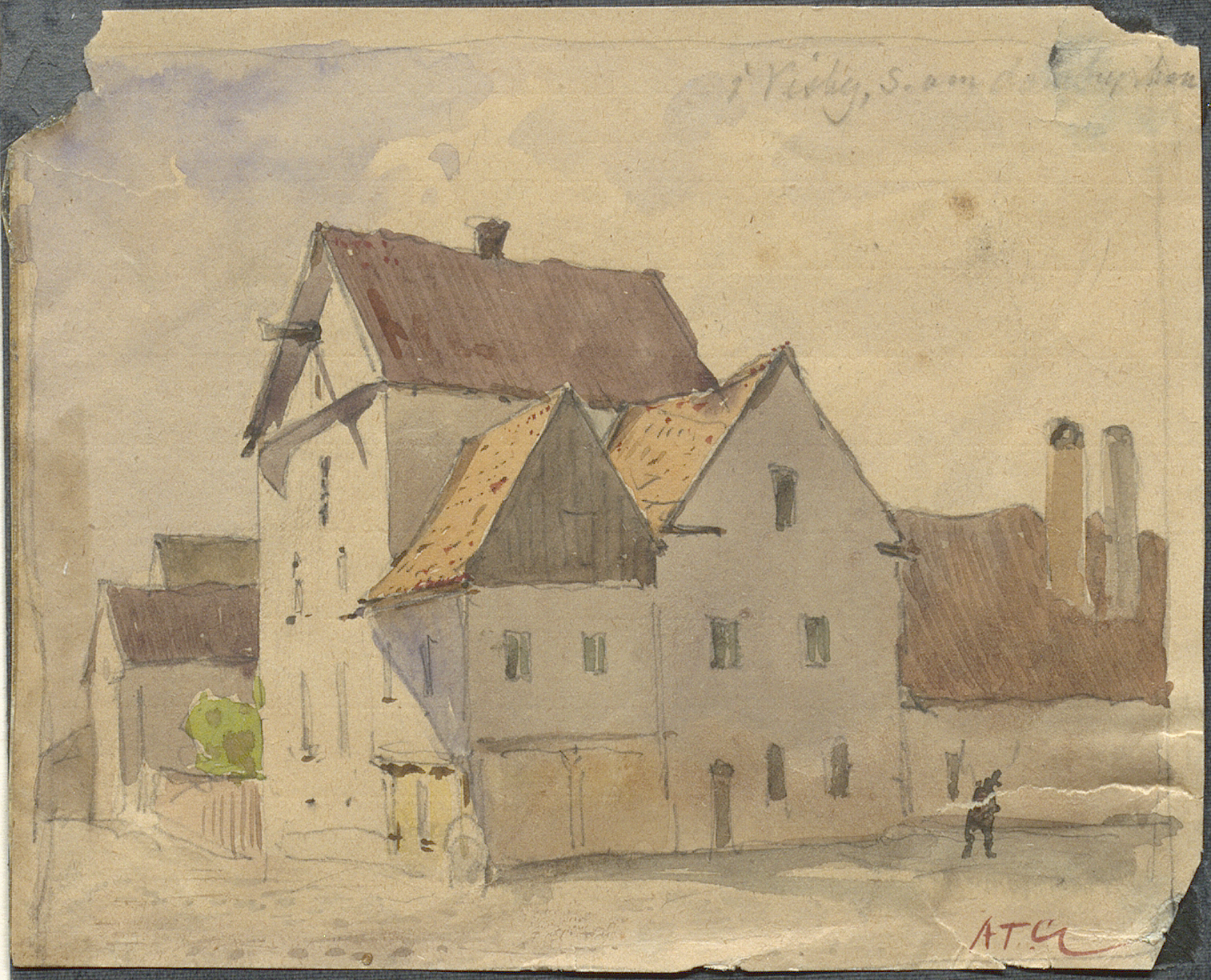
Byggnaden från norr. Akvarell av Albert Theodor Gellerstedt från 1800-talets senare hälft.
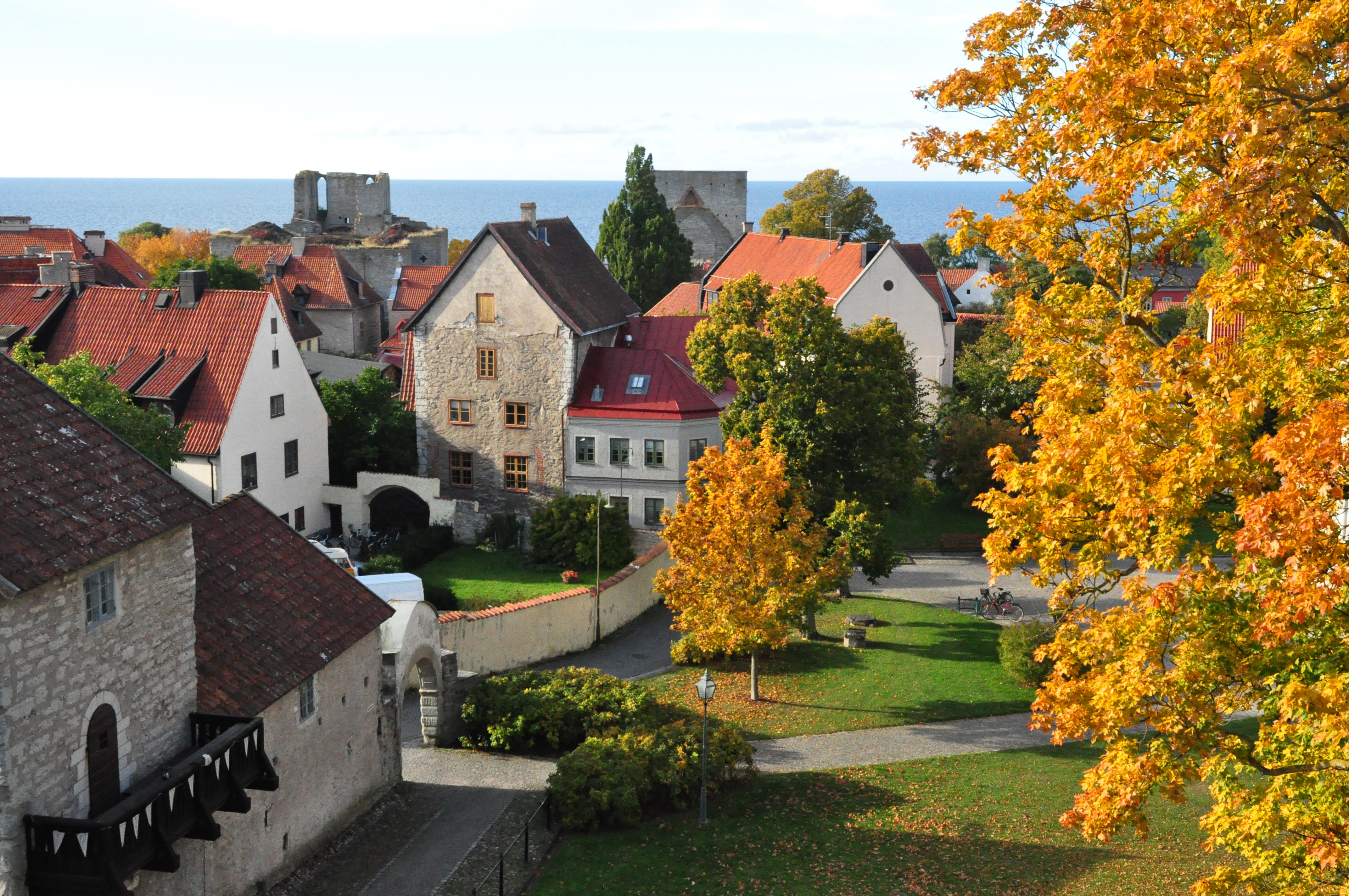
Byggnaden från öster.
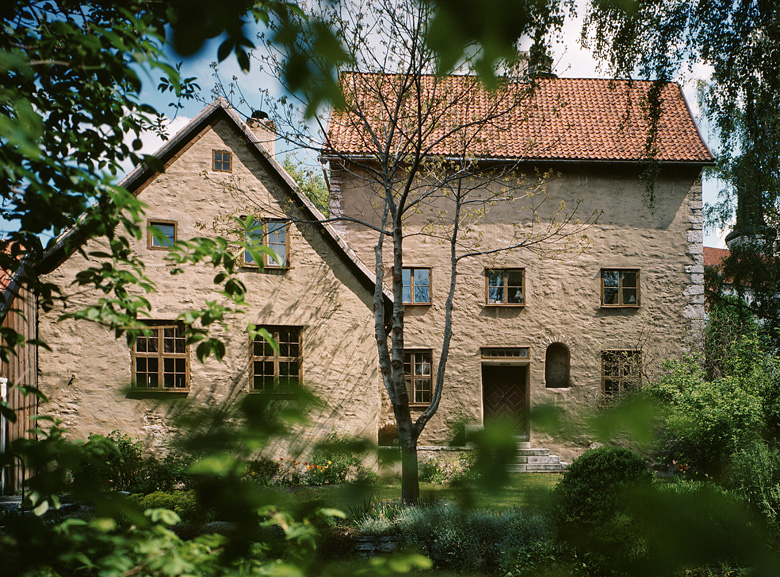
Vy från trädgården.